# Regeringen Erlander II
Regeringen Erlander II var en svensk regering som tillträdde den 1 oktober 1951 och avgick den 31 oktober 1957.
Denna regering var en koalitionsregering mellan socialdemokraterna och Bondeförbundet. Under sommaren 1951 hade man inlett diskussioner om att bondeförbundare skulle gå med i regeringen. Bakgrunden var att regeringen saknade egen majoritet i andra kammaren och ogärna förhandlade med SKP för att få stöd för sin politik. I slutet av september kunde man enas om hur den nya regeringen skulle se ut.
Av Erlanders dagböcker framgår besvären med att bestämma vilka som skulle ingå i den nya regeringen. Socialminister Gustav Möller tvingades mot sin vilja att lämna regeringen och Allan Vougt ansågs vara för svag som försvarsminister och fick också gå. Inte heller det enda kvinnliga statsrådet, Hildur Nygren, fick stanna. Bondeförbundet krävde i förhandlingarna att få kommunikationsdepartementet men fick vika sig.
| ”                                                                           | Det är väl lika bra att slå till med bönderna nu. Om vi bara kunde samsas inom regeringen om ett program. Vi måste veta vad vi skall ha majoriteten till, innan vi skaffar oss den. En majoritet så heterogen, att den ingenting vill, blir säkert en värre belastning än någonting vi varit med om. Emellertid visade torsdagens samtal med Hedlund, att bondeförbundet nu går i giftasfeber och får den ingen utlösning, blir det nog inte roligt för den försmående. | „ |
| – Tage Erlanders dagböcker 1950-1951, s. 337 (lördagen den 25 augusti 1951) | |   |

## Regeringens politik
I jämförelse med den aktivitet som den förra regeringen visade med olika sociala reformer får nog denna sägas ha varit betydligt mer anspråkslös. Riksdagen hade 1946 beslutat om allmän sjukförsäkring, men genom olika uppskov kom denna inte att träda i kraft förrän den 1 januari 1955. Den svenska ekonomin präglades av högkonjunktur, vilket tvingade regeringen att ingripa för att förhindra kraftiga prisstegringar, arbetskraftsbrist. Inflyttningen till storstäderna gjorde att bristen på bostäder hamnade i fokus.
Vid regeringsförhandlingarna kom man också överens om en förändring av valsystemet. I stället för den tidigare använda d’Hondtska metoden övergick man till den jämkade uddatalsmetoden med 1,4 som divisor.

## Statsråd
| Statsminister                             |  | Tage Erlander            | 1 oktober 1951    | 31 oktober 1957   | Socialdemokraterna |
| Utrikesminister                           |  | Östen Undén              | 1 oktober 1951    | 31 oktober 1957   | Socialdemokraterna |
| Justitieminister                          |  | Herman Zetterberg        | 1 oktober 1951    | 20 september 1957 | Socialdemokraterna |
| Justitieminister                          |  | Ingvar Lindell           | 20 september 1957 | 31 oktober 1957   | Socialdemokraterna |
| Finansminister                            |  | Per Edvin Sköld          | 1 oktober 1951    | 12 september 1955 | Socialdemokraterna |
| Finansminister                            |  | Gunnar Sträng            | 12 september 1955 | 31 oktober 1957   | Socialdemokraterna |
| Försvarsminister                          |  | Torsten Nilsson          | 1 oktober 1951    | 22 mars 1957      | Socialdemokraterna |
| Försvarsminister                          |  | Sven Andersson           | 22 mars 1957      | 31 oktober 1957   | Socialdemokraterna |
| Socialminister                            |  | Gunnar Sträng            | 1 oktober 1951    | 12 september 1955 | Socialdemokraterna |
| Socialminister                            |  | John Ericsson i Kinna    | 12 september 1955 | 22 mars 1957      | Socialdemokraterna |
| Socialminister                            |  | Torsten Nilsson          | 22 mars 1957      | 31 oktober 1957   | Socialdemokraterna |
| Kommunikationsminister                    |  | Sven Andersson           | 1 oktober 1951    | 22 mars 1957      | Socialdemokraterna |
| Kommunikationsminister                    |  | Sture Henriksson         | 22 mars 1957      | 22 april 1957     | Socialdemokraterna |
| Kommunikationsminister                    |  | Gösta Skoglund           | 26 april 1957     | 31 oktober 1957   | Socialdemokraterna |
| Ecklesiastikminister                      |  | Ivar Persson i Skabersjö | 1 oktober 1951    | 31 oktober 1957   | Bondeförbundet     |
| Jordbruksminister                         |  | Sam Norup                | 1 oktober 1951    | 1 februari 1957   | Bondeförbundet     |
| Jordbruksminister                         |  | Bernhard Näsgård         | 1 februari 1957   | 8 juli 1957       | Bondeförbundet     |
| Jordbruksminister                         |  | Nils G. Hansson          | 29 juli 1957      | 31 oktober 1957   | Bondeförbundet     |
| Handelsminister                           |  | John Ericsson i Kinna    | 1 oktober 1951    | 12 september 1955 | Socialdemokraterna |
| Handelsminister                           |  | Gunnar Lange             | 12 september 1955 | 31 oktober 1957   | Socialdemokraterna |
| Inrikesminister                           |  | Gunnar Hedlund           | 1 oktober 1951    | 31 oktober 1957   | Bondeförbundet     |
| Civilminister                             |  | John Lingman             | 1 oktober 1951    | 29 november 1954  | Socialdemokraterna |
| Civilminister                             |  | Gunnar Lange             | 29 november 1954  | 12 september 1955 | Socialdemokraterna |
| Civilminister                             |  | Sigurd Lindholm          | 12 september 1955 | 31 oktober 1957   | Socialdemokraterna |
| Konsultativa statsråd                     |  |                          |                   |                   |                    |
| Juristkonsult                             |  | Nils Quensel             | 1 oktober 1951    | 31 oktober 1951   | Partilös           |
| Juristkonsult                             |  | Ingvar Lindell           | 1 november 1951   | 20 september 1957 | Socialdemokraterna |
| Juristkonsult                             |  | Ragnar Edenman           | 1 oktober 1957    | 31 oktober 1957   | Socialdemokraterna |
| Juristkonsult                             |  | Gunnar Danielson         | 1 oktober 1951    | 31 mars 1952      | Partilös           |
| Juristkonsult                             |  | Allan Nordenstam         | 1 april 1952      | 1 februari 1957   | Partilös           |
| Juristkonsult                             |  | Herman Kling             | 1 februari 1957   | 31 oktober 1957   | Socialdemokraterna |
| Utrikeshandelsminister                    |  | Dag Hammarskjöld         | 1 oktober 1951    | 8 april 1953      | Partilös           |
| Familje-, Konsument- och biståndsminister |  | Ulla Lindström           | 4 juni 1954       | 31 oktober 1957   | Socialdemokraterna |
| Vägminister                               |  | Hjalmar Nilson           | 1 oktober 1951    | 1 februari 1957   | Bondeförbundet     |
| Vägminister                               |  | Lars Eliasson            | 1 februari 1957   | 31 oktober 1957   | Bondeförbundet     |